# Liste der Kulturdenkmale in Keiselwitz
In der Liste der Kulturdenkmale in Keiselwitz sind die Kulturdenkmale des Grimmaer Ortsteils Keiselwitz verzeichnet, die bis Juli 2024 vom Landesamt für Denkmalpflege Sachsen erfasst wurden (ohne archäologische Kulturdenkmale). Die Anmerkungen sind zu beachten.
Diese Aufzählung ist eine Teilmenge der Liste der Kulturdenkmale in Grimma.

## Keiselwitz
| Bild                                    | Bezeichnung                                                                                  | Lage                                | Datierung                                                               | Beschreibung | ID       |
| --------------------------------------- | -------------------------------------------------------------------------------------------- | ----------------------------------- | ----------------------------------------------------------------------- | --- | -------- |
| Weitere Bilder                          | Hutungssäule                                                                                 | (Flurstück 232) (Karte)             | 18. Jahrhundert                                                         | Von kulturhistorischer Bedeutung. Porphyrtuffstele, eingemeißelte Zeichen und Inschriften „GL“ „25“ oder „95“. | 08974901 |
| Weitere Bilder                          | Steinkreuz (sogenanntes Beatenkreuz)                                                         | (Flurstück 233) (Karte)             | 14./15. Jahrhundert                                                     | Von kulturhistorischer Bedeutung, vermutlich Quarzporphyr | 08974902 |
| Direkt Bild zu diesem Denkmal hochladen | Straßenbrücke im Thümmlitzwald (Dreibrücke)                                                  | (Flurstück 241) (Karte)             | 19. Jahrhundert                                                         | Bogenbrücke in Bruchstein, verkehrshistorisches Denkmal | 08974915 |
|                                         | Abteilungsstein der Forstreviere                                                             | (Flurstück 245) (Karte)             | Um 1822/1823                                                            | Von kulturhistorischer und forsthistorischer Bedeutung, Porphyrtuffstele, Inschriften „I“ und „D“ | 08974903 |
| Direkt Bild zu diesem Denkmal hochladen | Seitengebäude eines Dreiseithofes                                                            | Brunnengasse 5 (Karte)              | 1. Hälfte 19. Jahrhundert                                               | Obergeschoss Fachwerk, Zeugnis bäuerlicher Bau- und Wirtschaftsweise im 19. Jahrhundert, baugeschichtlich von Bedeutung. Zweigeschossig, Erdgeschoss massiv (verputzter Bruchstein), Obergeschoss Fachwerk, Giebel massiv erneuert, Balkenköpfe der Traufe abgerundet, Satteldach, zum Teil originale Fenster (spätere Geragen-Einbrüche). | 08974756 |
| Direkt Bild zu diesem Denkmal hochladen | Wohnstallhaus eines ehemaligen Vierseithofes                                                 | Brunnengasse 8 (Karte)              | Mitte 19. Jahrhundert, später überformt                                 | Obergeschoss Fachwerk, Giebel um 1900 massiv erneuert mit Vorhangbogen-Fenstern, Zeugnis der bäuerlichen Bau- und Lebensweise vergangener Zeiten, baugeschichtlich von Bedeutung. Zweigeschossig, Erdgeschoss massiv, Fenstergewände in Porphyrtuff im Erdgeschoss, Obergeschoss rückwärtig Fachwerk, Obergeschoss zum Hof und Giebel um 1900 erneuert, dortige Fenster mit Kunststeingewände, Satteldach, Türgewände in Porphyrtuff mit Verdachung, rückwärtiges Backhaus, originale Putzgliederung. | 08974755 |
| Direkt Bild zu diesem Denkmal hochladen | Zwei Seitengebäude und Hofpflaster eines Vierseithofes                                       | Keiselwitzer Hauptstraße 11 (Karte) | 1. Hälfte 19. Jahrhundert (Seitengebäude); um 1950 (Pflaster)           | Zeugnis bäuerlicher Bau- und Lebensweise vergangener Zeiten in Fachwerkbauweise, baugeschichtlich von Bedeutung. Zweigeschossig, Erdgeschoss massiv (spätere Einbauten), Obergeschoss Fachwerk, Balkenköpfe an der Traufe abgerundet, Satteldach (zum Teil mit Schieferdeckung), ein Giebel ursprünglich mit Toreinfahrt, Giebel verbrettert, ansonsten Giebel massiv erneuert. | 08974757 |
| Direkt Bild zu diesem Denkmal hochladen | Seitengebäude und Bergkeller eines Mühlenanwesens sowie Portal am Mühlengebäude (Pabstmühle) | Pabstmühle 1 (Karte)                | 1. Hälfte 19. Jahrhundert (Seitengebäude); bezeichnet mit 1807 (Portal) | Seitengebäude Obergeschoss Fachwerk, von ortshistorischer Bedeutung. - am Mühlengebäude Türgewände in Porphyrtuff mit Schlussstein bezeichnet mit 1807 - Scheune/Seitengebäude: zweigeschossig, Erdgeschoss massiv, Obergeschoss Fachwerk, Giebel massiv erneuert, Fenster- und Türgewände im Erdgeschoss in Porphyrtuff, Satteldach, Giebel verbrettert - Bergkeller: Bruchstein gemauert, Türgewände in Porphyrtuff                                                                                 | 08974758 |

## Tabellenlegende
- Bild: Bild des Kulturdenkmals, ggf. zusätzlich mit einem Link zu weiteren Fotos des Kulturdenkmals im Medienarchiv Wikimedia Commons. Wenn man auf das Kamerasymbol klickt, können Fotos zu Kulturdenkmalen aus dieser Liste hochgeladen werden:
- Bezeichnung: Denkmalgeschützte Objekte und ggf. Bauwerksname des Kulturdenkmals
- Lage: Straßenname und Hausnummer oder Flurstücknummer des Kulturdenkmals. Die Grundsortierung der Liste erfolgt nach dieser Adresse. Der Link (Karte) führt zu verschiedenen Kartendiensten mit der Position des Kulturdenkmals. Fehlt dieser Link, wurden die Koordinaten noch nicht eingetragen. Sind diese bekannt, können sie über ein Tool mit einer Kartenansicht einfach nachgetragen werden. In dieser Kartenansicht sind Kulturdenkmale ohne Koordinaten mit einem roten bzw. orangen Marker dargestellt und können durch Verschieben auf die richtige Position in der Karte mit Koordinaten versehen werden. Kulturdenkmale ohne Bild sind an einem blauen bzw. roten Marker erkennbar.
- Datierung: Baubeginn, Fertigstellung, Datum der Erstnennung oder grobe zeitliche Einordnung entsprechend des Eintrags in der sächsischen Denkmaldatenbank
- Beschreibung: Kurzcharakteristik des Kulturdenkmals entsprechend des Eintrags in der sächsischen Denkmaldatenbank, ggf. ergänzt durch die dort nur selten veröffentlichten Erfassungstexte oder zusätzliche Informationen
- ID: Vom Landesamt für Denkmalpflege Sachsen vergebene, das Kulturdenkmal eindeutig identifizierende Objekt-Nummer. Der Link führt zum PDF-Denkmaldokument des Landesamtes für Denkmalpflege Sachsen. Bei ehemaligen Kulturdenkmalen können die Objektnummern unbekannt sein und deshalb fehlen bzw. die Links von aus der Datenbank entfernten Objektnummern ins Leere führen. Ein ggf. vorhandenes Icon  führt zu den Angaben des Kulturdenkmals bei Wikidata.